# Conan le Vagabond
Conan le Vagabond (titre original : Conan the Wanderer) est un recueil de nouvelles, signé par Robert E. Howard, narrant les aventures du personnage de Conan le Barbare. Il s'agit du quatrième tome de la vaste anthologie dirigée par Lyon Sprague de Camp et Lin Carter (qui sont également coauteurs de ce volume) au milieu des années 1960. Il fait directement suite au volume intitulé Conan le Flibustier, bien que les nouvelles n'aient que des liens très ténus entre elles.

## Éditions françaises
- Aux éditions J.-C. Lattès, 1982[1].
- Aux éditions J'ai lu, en décembre 1985.  (ISBN 2-277-21935-5)

## Nouvelles
(Présentées dans l'ordre retenu dans l'édition originale)
1. Larmes noires - de Camp & Carter (Black Tears)
2. Les Ombres de Zamboula - Howard (Shadows in Zamboula)
3. Le Diable d'airain - Howard (The Devil in Iron)
4. Le Kriss - Howard & de Camp (The Flame Knife)[2]